# Prasinocyma decisissima
Prasinocyma decisissima là một loài bướm đêm trong họ Geometridae.